# 하얼빈시
하얼빈(만주어: ᡥᠠᠯᠪᡳᠨ, 중국어 간체자: 哈尔滨, 정체자: 哈爾濱, 병음: Hā'ěrbīn, 러시아어: Харби́н (도움말·정보) 하르빈[*], 중국조선어: 할빈)은 부성급시이자 중국 헤이룽장성의 성도이다. 쑹화강 남쪽 기슭에 자리 잡고 있는 공업 도시이다. 하얼빈은 중국에서 10번째로 큰 도시로 만주 지방의 정치, 경제, 과학, 문화, 통신의 중심지이다. 2020년 11월 1일 인구는 1000만명, 면적은 53,796km2이다.
하얼빈은 만주어로 "그물을 말리는 곳"을 뜻한다. 하얼빈은 "백조 목 위의 진주"라는 별명이 있는데 이는 아무르강이 흐르는 모양이 백조를 닮았기 때문이다. 또 길고 추운 겨울 때문에 "얼음 도시"라는 별명도 있다. 하얼빈은 겨울의 빙등 축제로 유명하고 러시아와의 무역 관문으로 알려져 있다. 1920년대에 파리와 모스크바의 새 양식이 상하이에 도착하기 전에 먼저 이곳에 왔기 때문에 중국의 패션 수도로 여겨졌었다.

## 역사

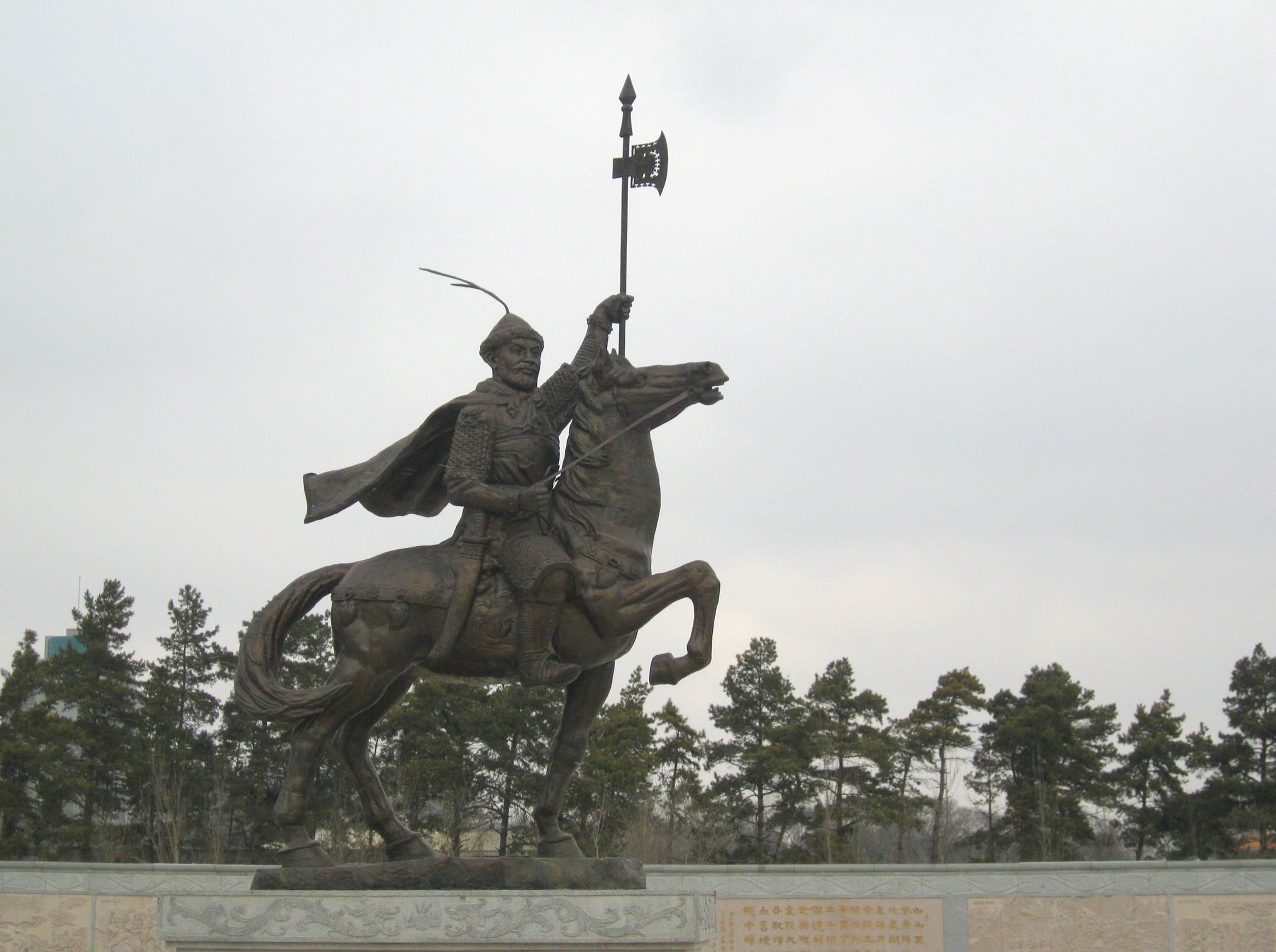
하얼빈 시내에 있는 금나라를 세운 완안아골타의 동상

하얼빈에 사람이 살기 시작한 것은 석기 시대 말기인 기원전 2200년경부터이다.
하얼빈의 상당한 지역은 본래 부여에 속하였으며 이를 고구려와 발해가 이어받았다. 발해는 이지역에 막힐부를 설치했다.
발해가 멸망한 뒤에 생여진이 발해의 옛땅이 있던 지린성과 헤이룽장성일대에 정착했는데, 이들중 훗날에 금나라를 세우게 되는 완안부가 이지역의 아청 구에 거점을 두고 있었다. 이 거점은 훗날 상경 회령부로 격상되어 금나라의 수도 역할을 했으나, 금나라가 중도로 수도를 옮긴후 금나라가 멸망하면서 잊혀졌다.
본격적으로 도시가 건설된 것은 1898년 러시아가 시베리아 횡단 철도를 블라디보스토크까지 연장하는 동청철도를 건설하면서였다.
러일전쟁에서 러시아가 패하고 그 영향력이 줄면서 미국, 독일, 프랑스 등의 사람들이 모여들기 시작했다. 16개 나라의 영사관이 개설되고, 수백 개의 공장과 기업, 은행이 세워지면서 만주의 중심 도시로 성장하게 되었다.
1909년 10월 26일 안중근 의사가 항일 운동 목적으로 하얼빈역에서 일본의 이토 히로부미를 사살한 곳으로도 많이 알려져 있다.
1918년 러시아 내전에서 패한 러시아 백군이 이 도시로 피난오면서 러시아 바깥에서 가장 큰 러시아인 사회가 형성되었다. 동시에 러시아 출신의 유대인 공동체도 만들어졌다. 러시아식 학교와 러시아어 신문도 발행되었다.
1935년 둥칭철도가 일본에게 팔린 후, 그리고 1946년 이후 러시아인은 대부분 소비에트 연방으로 되돌아갔다. 다른 유럽인들도 오스트레일리아나 브라질, 미국으로 다시 이민 가거나 자신들의 모국으로 되돌아 갔다. 1988년까지 하얼빈에 남아 있던 러시아인은 나이든 30여 명뿐이었다.
만주국이 세워지면서 일본군은 1932년 2월 4일부터 하얼빈에 진주하였지만, 1945년 8월 20일에는 소련군이 하얼빈을 점령했다. 하얼빈은 중국인민해방군에게 1946년 4월에 통치권이 넘어갔다.

## 경제

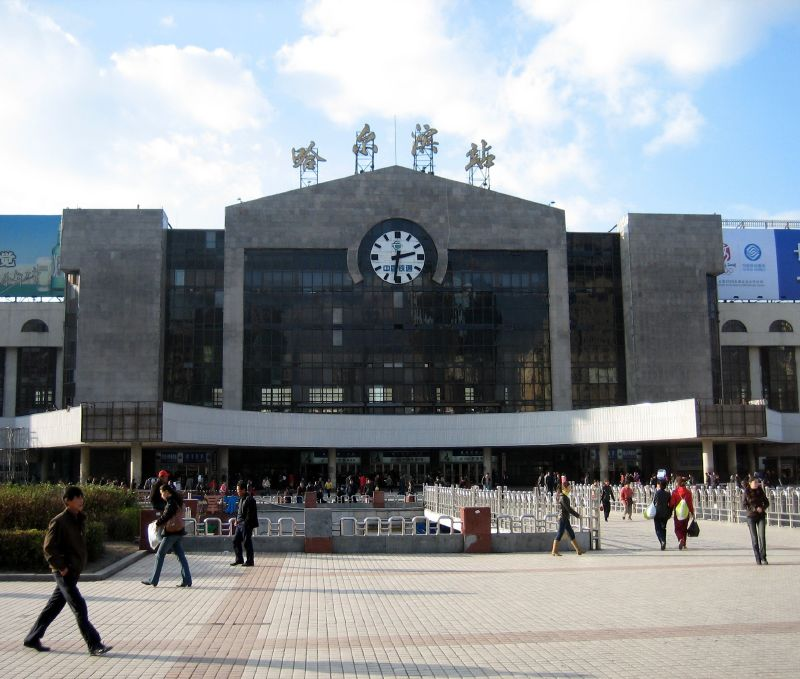
하얼빈 역

다롄은 지역의 선적 중심지로, 선양은 금융 중심지로 여겨지는 동안, 하얼빈은 지역의 무역과 쇼핑 중심지가 되기 위해 노력하고 있다. 도시는 세계에서 가장 빠르게 성장하는 지역 중 하나에 위치해 있고 천연 자원의 풍부함, 편리한 교통 시스템, 인력 자원의 풍부함 등 수많은 이점들을 자랑한다.
2013년 하얼빈의 GDP는 5010억 8천만 위안(817억 달러)로 예년보다 8.9%증가하였다. 3차 산업의 생산량은 GDP에서 가장 큰 부문을 유지하였고 2674억 3천만 위안(205억 달러)로 예년보다 9.0% 증가하였다. 수출과 수입의 총량은 2012년 말 53억 3천만 달러를 기록했다.
하얼빈의 토양은 초르노젬으로 불리며 중국에서 가장 영양이 풍부하며 식량과 직물 관련 농작물을 재배하는 곳이다. 즉 하얼빈은 중국 곡물 생산의 기반이며, 농업 원료의 공급에 이상적인 위치에 자리 잡고 있다. 포괄적인 산업 시스템을 통해 섬유, 제약, 식료품, 자동차, 야금, 전자, 건축 재료와 화학과 같은 경공업을 돕고 있다. 또한 '전력 발전의 수도'로 알려져 있으며 이곳에 설치된 수력과 지열 발전 설비는 중국 전체에 설치된 총 용량의 3분의 1을 차지한다.
외국인 투자는 오름세를 보이고 있다. 하얼빈 경제무역박람회는 17년 동안 해마다 개최되었고 누적 출품자 및 방문자 수가 130만 명을 넘어섰다. 외국인 직접 투자는 여전히 적은 편이지만 정부의 노력의 결과 점차 증가하고 있다.

## 기후
하얼빈은 냉대 활엽수림 기후와 냉대 초원 기후가 공존하는 냉대 동계 소우 기후에 속하며 일교차와 연교차가 큰 대륙성 기후이다. 1월 평균최저기온은 -22.4℃, 평균최고기온은 -11.8℃이다. 7월 평균최저기온은 19.3℃, 평균최고기온은 28.2℃이다. 연평균 강수량은 539.4mm이다. 대체로 여름엔 덥고 겨울에는 러시아의 시베리아 대륙에서 불어오는 찬 바람의 영향을 받아 대체로 매우 추운 편에 속한다.
| 하얼빈시의 기후                                               | 하얼빈시의 기후 | 하얼빈시의 기후 | 하얼빈시의 기후 | 하얼빈시의 기후 | 하얼빈시의 기후 | 하얼빈시의 기후 | 하얼빈시의 기후 | 하얼빈시의 기후 | 하얼빈시의 기후 | 하얼빈시의 기후 | 하얼빈시의 기후 | 하얼빈시의 기후 | 하얼빈시의 기후 |
| 월                                                            | 1월             | 2월             | 3월             | 4월             | 5월             | 6월             | 7월             | 8월             | 9월             | 10월            | 11월            | 12월            | 연간            |
| ------------------------------------------------------------- | --------------- | --------------- | --------------- | --------------- | --------------- | --------------- | --------------- | --------------- | --------------- | --------------- | --------------- | --------------- | --------------- |
| 역대 최고 기온 °C (°F)                                        | 4.2 (39.6)      | 10.6 (51.1)     | 22.6 (72.7)     | 32.5 (90.5)     | 36.2 (97.2)     | 39.2 (102.6)    | 39.2 (102.6)    | 35.6 (96.1)     | 31.4 (88.5)     | 28.6 (83.5)     | 18.7 (65.7)     | 8.5 (47.3)      | 39.2 (102.6)    |
| 일평균 최고 기온 °C (°F)                                      | −11.8 (10.8)    | −5.9 (21.4)     | 3.2 (37.8)      | 14.0 (57.2)     | 21.6 (70.9)     | 26.6 (79.9)     | 28.2 (82.8)     | 26.7 (80.1)     | 21.6 (70.9)     | 12.6 (54.7)     | 0.1 (32.2)      | −9.8 (14.4)     | 10.6 (51.1)     |
| 일일 평균 기온 °C (°F)                                        | −17.3 (0.9)     | −11.9 (10.6)    | −2.4 (27.7)     | 8.0 (46.4)      | 15.7 (60.3)     | 21.3 (70.3)     | 23.7 (74.7)     | 21.9 (71.4)     | 15.7 (60.3)     | 6.8 (44.2)      | −4.6 (23.7)     | −14.6 (5.7)     | 5.2 (41.3)      |
| 일평균 최저 기온 °C (°F)                                      | −22.4 (−8.3)    | −17.8 (0.0)     | −8.2 (17.2)     | 1.9 (35.4)      | 9.6 (49.3)      | 16.0 (60.8)     | 19.3 (66.7)     | 17.4 (63.3)     | 10.2 (50.4)     | 1.6 (34.9)      | −9.0 (15.8)     | −19.1 (−2.4)    | 0.0 (31.9)      |
| 역대 최저 기온 °C (°F)                                        | −38.1 (−36.6)   | −37.3 (−35.1)   | −28.4 (−19.1)   | −12.8 (9.0)     | −3.8 (25.2)     | 4.6 (40.3)      | 9.5 (49.1)      | 5.5 (41.9)      | −4.8 (23.4)     | −16.2 (2.8)     | −26.5 (−15.7)   | −35.7 (−32.3)   | −42.6 (−44.7)   |
| 평균 강수량 mm (인치)                                         | 3.8 (0.15)      | 4.5 (0.18)      | 11.5 (0.45)     | 19.3 (0.76)     | 51.4 (2.02)     | 100.4 (3.95)    | 137.0 (5.39)    | 112.7 (4.44)    | 52.3 (2.06)     | 24.5 (0.96)     | 14.4 (0.57)     | 7.6 (0.30)      | 539.4 (21.23)   |
| 평균 강수일수 (≥ 0.1 mm)                                      | 4.8             | 3.6             | 5.4             | 6.6             | 10.5            | 13.8            | 14.0            | 11.9            | 9.1             | 6.6             | 5.8             | 6.9             | 99              |
| 평균 강설일수                                                 | 8.2             | 6.6             | 7.0             | 2.5             | 0.1             | 0               | 0               | 0               | 0               | 2.2             | 8.3             | 10.1            | 45              |
| 평균 상대 습도 (%)                                            | 70              | 64              | 55              | 48              | 53              | 64              | 76              | 78              | 69              | 61              | 64              | 70              | 64              |
| 평균 월간 일조시간                                            | 129.7           | 171.7           | 215.3           | 215.7           | 237.0           | 240.2           | 222.6           | 220.4           | 224.1           | 191.9           | 148.9           | 122.1           | 2,339.6         |
| 가능 일조율                                                   | 46              | 58              | 58              | 53              | 51              | 51              | 47              | 51              | 60              | 58              | 53              | 45              | 53              |
| 출처: 중국기상국 (평년값: 1991년~2020년, 극값: 1961년~2010년) |                 |                 |                 |                 |                 |                 |                 |                 |                 |                 |                 |                 |                 |

| 하얼빈 타이핑 국제공항(2015~2024)의 기후 | 하얼빈 타이핑 국제공항(2015~2024)의 기후 | 하얼빈 타이핑 국제공항(2015~2024)의 기후 | 하얼빈 타이핑 국제공항(2015~2024)의 기후 | 하얼빈 타이핑 국제공항(2015~2024)의 기후 | 하얼빈 타이핑 국제공항(2015~2024)의 기후 | 하얼빈 타이핑 국제공항(2015~2024)의 기후 | 하얼빈 타이핑 국제공항(2015~2024)의 기후 | 하얼빈 타이핑 국제공항(2015~2024)의 기후 | 하얼빈 타이핑 국제공항(2015~2024)의 기후 | 하얼빈 타이핑 국제공항(2015~2024)의 기후 | 하얼빈 타이핑 국제공항(2015~2024)의 기후 | 하얼빈 타이핑 국제공항(2015~2024)의 기후 | 하얼빈 타이핑 국제공항(2015~2024)의 기후 |
| 월                                       | 1월                                      | 2월                                      | 3월                                      | 4월                                      | 5월                                      | 6월                                      | 7월                                      | 8월                                      | 9월                                      | 10월                                     | 11월                                     | 12월                                     | 연간                                     |
| ---------------------------------------- | ---------------------------------------- | ---------------------------------------- | ---------------------------------------- | ---------------------------------------- | ---------------------------------------- | ---------------------------------------- | ---------------------------------------- | ---------------------------------------- | ---------------------------------------- | ---------------------------------------- | ---------------------------------------- | ---------------------------------------- | ---------------------------------------- |
| 일평균 최고 기온 °C (°F)                 | −11.8 (10.8)                             | −6.0 (21.2)                              | 4.9 (40.8)                               | 14.6 (58.3)                              | 21.5 (70.7)                              | 25.7 (78.3)                              | 29.0 (84.2)                              | 26.7 (80.1)                              | 22.0 (71.6)                              | 13.2 (55.8)                              | −0.2 (31.6)                              | −10.0 (14.0)                             | 10.8 (51.5)                              |
| 일일 평균 기온 °C (°F)                   | −17.7 (0.1)                              | −12.1 (10.2)                             | −0.8 (30.6)                              | 8.5 (47.3)                               | 15.7 (60.3)                              | 20.6 (69.1)                              | 24.3 (75.7)                              | 22.0 (71.6)                              | 16.1 (61.0)                              | 6.8 (44.2)                               | −5.2 (22.6)                              | −14.9 (5.2)                              | 5.3 (41.5)                               |
| 일평균 최저 기온 °C (°F)                 | −22.3 (−8.1)                             | −17.5 (0.5)                              | −6.5 (20.3)                              | 2.0 (35.6)                               | 9.7 (49.5)                               | 15.4 (59.7)                              | 19.8 (67.6)                              | 17.5 (63.5)                              | 10.9 (51.6)                              | 1.7 (35.1)                               | −8.7 (16.3)                              | −18.7 (−1.7)                             | 0.3 (32.5)                               |
| 평균 상대 습도 (%)                       | 73                                       | 69                                       | 60                                       | 48                                       | 54                                       | 70                                       | 78                                       | 81                                       | 75                                       | 62                                       | 71                                       | 73                                       | 68                                       |
| 출처:                                    |                                          |                                          |                                          |                                          |                                          |                                          |                                          |                                          |                                          |                                          |                                          |                                          |                                          |

## 행정 구역
8개의 시할구, 3개의 현급시, 7개의 현이 위치해 있다.
|                  |                  |  |                          |                          |
| 하얼빈 도시 지역 | 하얼빈 도시 지역 |  | 하얼빈 근교 및 외곽 지역 | 하얼빈 근교 및 외곽 지역 |
| ■ 다오리 구      | 道里区           |  | ■ 후란 구                | 呼兰区                   |
| ■ 난강 구        | 南岗区           |  | ■ 아청 구                | 阿城区                   |
| ■ 샹팡 구        | 香坊区           |  | ■ 상즈 시                | 尚志市                   |
| ■ 다오와이 구    | 道外区           |  | ■ 솽청 구                | 双城区                   |
| ■ 핑팡 구        | 平房区           |  | ■ 우창 시                | 五常市                   |
| ■ 쑹베이 구      | 松北区           |  | ■ 팡정 현                | 方正县                   |
|                  |                  |  | ■ 빈 현                  | 宾县                     |
|                  |                  |  | ■ 이란 현                | 依兰县                   |
|                  |                  |  | ■ 바옌 현                | 巴彦县                   |
|                  |                  |  | ■ 퉁허 현                | 通河县                   |
|                  |                  |  | ■ 무란 현                | 木兰县                   |
|                  |                  |  | ■ 옌서우 현              | 延寿县                   |

## 인구

### 민족
인구의 대부분은 한족이다. 만주족이 하얼빈 소수 민족 인구의 64.52%를 점유하고 있으며, 그 다음으로 조선족이 19.97%, 후이족이 6.41%를 차지한다. 이외에도 몽골족, 다우르족, 러시아족, 위구르족도 거주한다.
| 민족이름                 | 한족      | 만주족  | 조선족 | 후이족 | 몽골족 | 시버족 | 다우르족 | 위구르족 | 좡족  | 투자족 | 기타 민족 |
| ------------------------ | --------- | ------- | ------ | ------ | ------ | ------ | -------- | -------- | ----- | ------ | --------- |
| 인구 수                  | 9,550,738 | 296,221 | 91,706 | 29,435 | 18,707 | 3,418  | 2,763    | 2,317    | 2,124 | 1,939  | 10,486    |
| 인구비율(%)              | 95.41     | 2.96    | 0.92   | 0.29   | 0.19   | 0.03   | 0.03     | 0.02     | 0.02  | 0.02   | 0.10      |
| 소수민족 인구 중 비율(%) | －        | 64.52   | 19.97  | 6.41   | 4.07   | 0.74   | 0.60     | 0.50     | 0.46  | 0.42   | 2.28      |

## 교통
- 하얼빈 타이핑 국제공항이 있다.
- 하얼빈 지하철이 있다. 거리비례제로 역과 역 거리km 당 1¥씩 늘어난다.
- 사람들의 주 교통수단인 버스가있으며 가격은 1~4¥이다.

## 자매 도시
- 대한민국 부천시
- 일본 니가타시
- 일본 아사히카와시
- 캐나다 에드먼턴
- 러시아 예카테린부르크
- 러시아 하바롭스크
- 러시아 크라스노야르스크
- 러시아 야쿠츠크
- 미국 앵커리지
- 미국 미니애폴리스
- 폴란드 바르샤바
- 브라질 살바도르
- 핀란드 로바니에미
- 독일 마그데부르크
- 영국 선덜랜드